# Сан Франциско Фортинайнърс
Сан Франциско Фортинайнърс, за кратко Фортинайнърс (на английски: San Francisco 49ers, за кратко 49ers) е професионален отбор по американски футбол, играещ в Националната лига по американски футбол на САЩ. Играят домакинските си мачове в Сан Франциско, Калифорния. Създадени са през 1946 г. и са спечелили 5 пъти Супербоул, с 1 път по-малко от отбора с най-много купи Питсбърг Стийлърс.

## История
Основан е през 1946 г. Присъединява се към НФЛ през 1950 година. Основните му „врагове“ са Сейнт Луис Рамс, Аризона Кардиналс, Сиатъл Сийхоукс, Далас Каубойс, Ню Йорк Джайънтс, Грийн Бей Пакърс.

## Успехи
Носители на Супербоул: (5)
- 1981, 1984, 1988, 1989, 1994

Шампиони на конференцията: (7)
- НФК: 1981, 1984, 1988, 1989, 1994, 2012, 2019

Шампиони на дивизията: (20)
- НФК Запад: 1970, 1971, 1972, 1981, 1983, 1984, 1986, 1987, 1988, 1989, 1990, 1992, 1993, 1994, 1995, 1997, 2002, 2011, 2012, 2019

Участия в плейофи: (28)
- ААФК: 1949
- НФЛ: 1957, 1970, 1971, 1972, 1981, 1983, 1984, 1985, 1986, 1987, 1988, 1989, 1990, 1992, 1993, 1994, 1995, 1996, 1997, 1998, 2001, 2002, 2011, 2012, 2013, 2019, 2021